# Alucita agapeta
Alucita agapeta är en fjärilsart som beskrevs av Turner 1913. Alucita agapeta ingår i släktet Alucita och familjen mångfliksmott, (Alucitidae). Inga underarter finns listade i Catalogue of Life.